# Meral Uslu
Meral Uslu (Emirdağ (Turkije), 10 mei 1962) is een Turks-Nederlands filmmaker (documentairemaakster, regisseuse en scenarioschrijfster).

## Levensloop
Meral Uslu, het oudste kind, kwam haar ouders achterna naar Nederland omgeving Haarlem; ze kwam daarbij terecht in een beschermend milieu. Vader bood via derden onderdak aan gastarbeiders (pensions en ander horecagelegenheden). Zodra de gelegenheid (rond 1980) zich voordeed, verliet ze het (groot-)ouderlijk huis om zich in Amsterdam te vestigen. Even later trok haar zus Gunay Uslu bij haar in. Meral trok als begeleid kraakster van pand naar pand.  Al voor de beroepsopleiding  werd ze door van Hans Hylkema aangenomen  als regieassistent bij diens film ‘’Turkse aarde, Hollandse bodem” (1982). Ze maakte vervolgens zelf een filmpje en ging studeren aan de Nederlandse Filmacademie in Amsterdam, waar zij in 1988 examen deed. Tijdens haar studieperiode woonde ze in een studentenkamer aan de Lauriergracht. Het liefst wil ze activistische films (blijven) maken; hetgeen in 2022 leidde tot De blauwe familie waarop nog een film volgde over jeugdzorg.

## Filmografie
Enkele van haar films:
- Raamwerk, documentaire, 1988, portret van een prostituée, afstudeerwerk Filmacademie
- Milieuberichten, 1989-1990, berichten over hoe we aan een beter milieu kunnen bijdragen
- Dilek & Kemal, 1991, fictie over een Turks migrantenkoppel in Nederland
- De Fordfabriek, 1991, documentaire over het leven van de veelal Turkse werknemers van Ford Amsterdam, 10 jaar na de sluiting van deze fabriek, bekroond met J.B. Broekszprijs
- Hoeren, 1991, portretten in de prostitutie in Nederland, behaalde anderhalf miljoen kijkers
- Nieuw Amelands Peil, serie 1992/1993, tijdens 26 afleveringen reageerden de bewoners van een Waddeneiland op een geselecteerd nieuwsfeit
- Pornografie, van Eros tot Megabyte, 1994, een historische kijk op het verschijnsel, behaalde meer dan een miljoen kijkers
- Ontheemde zielen, 1995, tweedelige documentaire over allochtone patiënten en allochtone verplegers.
- Sodad Sodad – De terugkeer van de familie Da Silva (1996),
- Berlin, klein Istanbul, documentaire, 1998
- Café Chris, over de kastelein van een Jordaans café, NPS 2000
- Roos en Rana, Telefilm, met scenario door Paula van der Oest, 2001
- Schaakkoning Ali, 2002, (VPRO) over de 12-jarige Ali Bitalzadeh uit Hardenberg op de NK schaken; IDFA – Kids&Docs november 2002.
- Zwarte Tulp, 2006, voor het VPRO-programma De Toekomst over de zoektocht van de tweede generatie Turkse jongeren in Nederland.
- Voor de tv-reportage-rubriek Urbania van de NPS bijna vijftig filmportretten van Rotterdammers.
- Allerzielen, 2005, compilatiefilm naar aanleiding van de moord op Theo van Gogh, onderdeel "Goodbye"
- De kinderen van mijn vader, 2005, documentaire, autobiografisch, bekroond als beste korte documentaire met Gouden Kalf in 2005
- Kruispost, documentaire van Maria Mok en Uslu, 2007, bekroond met de prijzen Prix Europa en de ASN Bank Mediaprijs/Zilveren Zebra (voor radio, tv en nieuwe media)
- Longstay, 2009, over tbs’ers die levenslang vastzitten
- Mijn land, 2010,
- Anker en Anker, 2010, documentaire over eeneiige tweeling Wim en Hans Anker, twee Friese strafrechtadvocaten
- De kinderrechter, 2010, documentaire over besloten kinderzaken
- Vals Plat, 2010
- Snackbar, dramafilm in documentaire-stijl, 2012, bekroond als beste jeugdfilm op het filmfestival van Tallinn in 2012
- De verdediging van Robert M., documentaire (met opnieuw de advocaten Anker), met Mok, 2013
- Mijn kanker, ego-documentaire, 2015
- Post Beiroet, documentaire, met Mok, 2016
- De Blauwe Familie, documentaire, met Mok over racisme en discriminatie bij de Politie in Nederland, 2022

## Prijs
- De Tegel (2010) voor Longstay

## Persoonlijk
Uslu trouwde in 1999 met journalist en programmamaker Hans Polak. Uslu bediende ook de camera in de ego-documentaire Nieuwe Tieten van haar stiefdochter Sacha Polak, een kind van Polak uit zijn eerste huwelijk.
Meral Uslu is de zus van voormalig staatssecretaris Cultuur en Media Gunay Uslu en Atilay Uslu, medeoprichter van holding Corendon.